# Eileen Davidson
Eileen Marie Davidson (Artesia, California, 15 de junio de 1959) es una actriz y modelo estadounidense, conocida por interpretar a Ashley Abbott en The Young and the Restless y The Bold and the Beautiful.

## Vida personal
Eileen tiene seis hermanos: Thomas Davidson, Connie Davidson, Ruth Davidson, Patricia Davidson, John Davidson y Mary Davidson.
El 16 de agosto de 1985 se casó con el actor Christopher Mayer, del cual se divorció en 1986.
El 3 de mayo de 1997 se casó con el actor Jon Lindstrom, del cual se divorció en el año 2000.
En el 2002 anunció su compromiso con el actor Vincent Van Patten, la pareja se casó el 15 de abril del 2003, el 20 de mayo del mismo año la pareja le dio la bienvenida a su primer hijo, Jesse Thomas Van Patten.

## Carrera
Eileen comenzó su carrera como modelo en la Ciudad de México y California. 
En 1983 actuó en la película The House on Sorority Row. 
Desde 1986 a la fecha ha actuado en la telenovela The Young and the Restless, donde interpreta a Ashley Abbott .
También ha participado en otras telenovelas como Days of Our Lives, The Bold and the Beautiful y  Santa Barbara.

## Filmografía

### Series de televisión
- The Young and the Restless[1] .... Ashley Abbott (1,362 episodios, 1982 - 1988, 1999 - presente)
- The Bold and the Beautiful .... Ashley Abbott (144 episodios, 2007-2008)
- Days of Our Lives .... Kristen Blake / Susan Banks (53 episodios, 1993-1998)
- Santa Barbara .... Kelly Capwell (24 episodios, 1992-1993)
- Broken Badges .... J.J. 'Bullet' Tingreedes (3 episodios, 1990)
- The Phoenix .... Ellie (1 episodio: The Fire Within, 1982)

### Películas
- Easy Wheels (1989) .... She Wolf
- Eternity (1989) .... Dahlia/Valerie
- Sharing Richard (1988) .... J.C. Dennison
- The House on Sorority Row (1983) .... Vicki
- Goin' All the Way (1982) .... BJ

## Premios y nominaciones
| Año  | Categoría                                                 | Premio                             | Series                     | Resultado |
| ---- | --------------------------------------------------------- | ---------------------------------- | -------------------------- | --------- |
| 2015 | Best Limited/Guest Performance - Daytime Drama            | Gold Derby TV Award                | Days of Our Lives          | Ganó      |
| 2014 | Outstanding Lead Actress in a Drama Series                | Daytime Emmy Award                 | Days of Our Lives          | Ganó      |
| 2013 | Actress - Daytime Drama                                   | Gold Derby TV Award                | Days of Our Lives          | Ganó      |
| 2013 | Best Actress Lifetime Achievement Award TV Entertainment  | Lifetime Achievement Diamond Award | -                          | Nominada  |
| 2009 | Supporting Actress - Daytime                              | Gold Derby TV Award                | The Young and the Restless | Nominada  |
| 2003 | Outstanding Lead Actress in a Drama Series                | Daytime Emmy Award                 | The Young and the Restless | Nominada  |
| 2000 | Favorite Return                                           | Soap Opera Digest Award            | The Young and the Restless | Nominada  |
| 1999 | Best Supporting Actress in a Daytime Serial               | OFTA Television Award              | The Young and the Restless | Nominada  |
| 1998 | Outstanding Lead Actress                                  | Soap Opera Digest Award            | Days of Our Lives          | Nominada  |
| 1998 | Best Actress in a Daytime Serial                          | OFTA Television Award              | Days of Our Lives          | Nominada  |
| 1998 | Outstanding Lead Actress in a Drama Series                | Daytime Emmy Award                 | Days of Our Lives          | Nominada  |
| 1997 | Outstanding Lead Actress                                  | Soap Opera Digest Award            | Days of Our Lives          | Nominada  |
| 1988 | Outstanding Heroine: Daytime                              | Soap Opera Digest Award            | The Young and the Restless | Nominada  |
| 1986 | Outstanding Actress in a Leading Role on a Daytime Serial | Soap Opera Digest Award            | The Young and the Restless | Nominada  |